# Мусіївка (Старобільський район)
Мусі́ївка — село в Україні, у Міловській селищній громаді Старобільського району Луганської області. Населення становить 916 осіб.
Село постраждало внаслідок геноциду українського народу, проведеного урядом СРСР 1932—1933 та 1946—1947.
Свідчення про терор голодом мешканки села Наталії Тищенко (1921 р.н.):
| Нас у сім'ї було восьмеро дітей і батько. Мама померла. Коли більшовики вирішили забрати все продовольство, почався голод. В моєму селі також був голод і добрався до моєї оселі. Люди пухли з голоду, помирали дуже мучительною смертю, особливо тяжко страждали малі діти. В мого батька все зерно, всю худобу конфіскували. А йому було потрібно якось годувати вісім дітей, і вкрав він мішок пшениці з поля, закопав його в хліві. Та раптом прийшли більшовики з собакою, і собака винюхав, де закопано зерно. Зерно відібрали, а батька забрали в тюрму, де він через два місяці помер. Брати і сестри мерли один за одним, але я і старша сестра Надя, щоб не померти з голоду, їли бур'ян та лободу. ...Потім нас забрала сусідка і вигодувала молоком... |
Кількість встановлених жертв під час 1932—1933 років — 249 людей.

## Населення
За даними перепису 2001 року населення села становило 916 осіб, з них 87,12 % зазначили рідною мову українську, 8,73 % — російську, а 4,15 % — іншу.

## Також
- Перелік населених пунктів, що постраждали від Голодомору 1932-1933, Луганська область